# Capricornia (chi bướm)
Capricornia là một chi bướm đêm thuộc phân họ Olethreutinae, họ Tortricidae Tortricidae.

## Các loài
- Capricornia boisduvaliana (Duponchel, in Godart, 1836)